# Les Machines du diable
Pour plus de détails, voir Fiche technique et Distribution.
Les Machines du diable (The Losers) est un film américain réalisé par Jack Starrett, sorti en 1970.

## Synopsis
Durant la guerre du Vietnam, l'armée américaine recrute cinq Hells Angels pour une mission suicide : aller délivrer un important agent de la CIA détenu dans un camp à la frontière cambodgienne. Pour cela, les cinq Hells Angels customisent cinq motos et les transforment en véritables machines du Diable...

## Fiche technique
- Titre français : Les Machines du diable
- Titre original : The Losers
- Titre original alternatif : Nam's Angels
- Réalisation : Jack Starrett
- Scénario : Alan Caillou
- Musique : Stu Phillips
- Photographie : Nonong Rasca
- Montage : Richard K. Brockway, James Moore
- Production : Joe Solomon
- Société de production et de distribution : Fanfare Films
- Pays :  États-Unis
- Langue : Anglais
- Format : Couleur - Mono - 35 mm - 1.85:1
- Genre : Action, Drame
- Durée : 96 min
- Date de sortie :
  - États-Unis : 5 août 1970
  - France : 15 novembre 1972

## Distribution
- William Smith : Link Thomas
- Bernie Hamilton : Le capitaine Jackson
- Adam Roarke : Duke
- Houston Savage : Denis
- Eugene Cornelius : Speed
- Paul Koslo : Clopin
- John Garwood : Le sergent Winston
- Anakorita : Kim Sue
- Lillian Margarejo : Suriya
- Dan Kemp : Le commandant Matthew Thomas (non crédité)
- Jack Starrett : Chet Davis (non crédité)
- Paraluman : Mama-San
- Alan Caillou : L'Albanais
- Fran Dinh Hy : Charlie
- Paul Nuckles : Kowalski
- Vic Diaz : Diem-Nuc
- Paquito Salcedo : Tac Houn

## Autour du film
- En 1965, un leader des Hells Angels aurait envoyé un télégramme au président Lyndon Johnson pour lui proposer d'envoyer ses bikers faire la guerre au Vietnam[1]. C'est de ce fait divers que se serait inspiré Joe Solomon pour produire ce film[2].
- Seconde participation entre William Smith  et Jack Starrett, un an après le film La Cavale infernale.
- Le film a été tourné sur l'île de Boracay aux Philippines comme le film Trop tard pour les héros de Robert Aldrich. Ce sont les mêmes décors qui ont été utilisés pour les deux films, ainsi que la même équipe[3].
- Les machines du diable a été distribué en double programme au Royaume-Uni avec le film de la Hammer La Soif du vampire réalisé par Jimmy Sangster[4].
- Un clin d’œil aux Machines du diable est fait par Quentin Tarantino dans Pulp Fiction. Il s'agit en effet du film de moto que Fabienne regarde à la télévision lorsque Butch se réveille dans la chambre du motel[5].
- Il existe un remake du film intitulé Nam Angels réalisé par Cirio H. Santiago sorti directement en vidéo en 1989[6].

## Critiques
- Selon Olivier Père, ce film est précurseur dans le fait d'aborder la guerre du Vietnam au cinéma : « Le film de Starrett s’inspire de La Horde sauvage et des Douze Salopards, mais annonce aussi les nombreux films sur des opérations de sauvetage au Vietnam réalisés dans les années 80 durant la présidence de Reagan. Quand Starrett réalise Les Machines du diable (le titre américain « Les Perdants » fanfaronne beaucoup moins) le conflit n’est pas encore terminé et seul John Wayne a déjà signé un film sur le Vietnam, l’ultra patriotique Les Bérets verts. Avec ce film tourné aux Philippines, Starrett peut donc être considéré comme un précurseur, et rares sont ceux qui feront mieux par la suite[7] ».
- Selon le producteur du film, Joe Solomon, The Losers est « le premier film d'exploitation contre la guerre » qui a été réalisé[3], bien avant Voyage au bout de l'enfer et Apocalypse Now.

## Édition
- Le film est édité pour la première fois en DVD en 2015 par Crocofilms, dans un double DVD intitulé Mad Bikers comprenant également L'échappée sauvage de Jack Starrett[7].